# Félizé Regnard
Félizé Regnard, född 1424, död 1474 eller 1475, var mätress till Ludvig XI av Frankrike. 
Hon var dotter till adelsmannen Aymar Reynard, seigneur de Saint Didier, och gifte sig 1447 med väpnaren Jean Pic, som dog 1452. 
Regnard blev som änka hovdam åt Frankrikes drottning Charlotte av Savoyen och därefter älskarinna åt Ludvig XI. Paret fick dottern Guyette de Valois. Hon gifte sig andra gången med adelsmannen Charles de Seillons.